# ディミトリ・ペータース
ディミトリ・ペータース（Dimitri Peters  1985年11月23日- ）は、ドイツの柔道選手。
ロシアのクラスノヤルスク地方出身。階級は100kg級。身長188cm。寝技の名手として知られている。

## 人物
2011年の世界選手権では3回戦でロシアのタギル・ハイブラエフに敗れた。2012年のロンドンオリンピックでは中堅選手ながら準決勝まで進むもハイブラエフに判定で敗れるが、その後の3位決定戦でウズベキスタンのラムジディン・サイードフに合技で一本勝ちして銅メダルを獲得した。2013年の世界選手権でも3位となった。2015年の世界選手権では準々決勝で日本の羽賀龍之介に敗れるも、その後敗者復活戦を勝ち上がって3位になった。2016年のグランプリ・デュッセルドルフでは全試合を得意の寝技で一本勝ちして優勝を飾った。2016年リオデジャネイロオリンピックにはライバルのカール＝リヒャルト・フライとの代表争いに敗れて出場できなかった。

## 主な戦績
- 2005年 - ヨーロッパU23柔道選手権大会 優勝
- 2006年 - 嘉納杯　3位
- 2006年 - ロシア国際　2位
- 2006年 - ヨーロッパ選手権　3位
- 2008年 - エストニア国際　優勝
- 2009年 - グランドスラム・パリ　3位
- 2009年 - グランプリ・チュニス　2位
- 2009年 - グランドスラム・モスクワ　5位
- 2010年 - ワールドマスターズ　5位
- 2010年 - グランドスラム・パリ　3位
- 2010年 - グランドスラム・リオデジャネイロ　5位
- 2010年 - ワールドカップ・サンパウロ　3位
- 2011年 - グランプリ・デュッセルドルフ　2位
- 2011年 - ヨーロッパ選手権　団体戦　3位
- 2011年 - グランプリ・アムステルダム　5位
- 2012年 - ワールドカップ・トビリシ　優勝
- 2012年 - ワールドカップ・オーバーヴァルト　優勝
- 2012年 - ロンドンオリンピック　3位
- 2013年 - 世界選手権　3位
- 2013年 - グランプリ・アブダビ　優勝
- 2014年 - グランドスラム・パリ　5位
- 2014年 - グランプリ・アスタナ　2位
- 2014年 - グランドスラム・アブダビ　優勝
- 2014年 - グランプリ・青島　3位
- 2014年 - グランプリ・チェジュ　3位
- 2015年 -  グランプリ・トビリシ　2位
- 2015年 - グランプリ・サムスン　3位
- 2015年 - グランプリ・ザグレブ　優勝
- 2015年 - 世界選手権 3位
- 2016年 - グランプリ・デュッセルドルフ　優勝
- 2016年 -　グランドスラム・バクー　3位

(出典、JudoInside.com)。